# Desire Oparanozie
Ugochi Desire Oparanozie (17 de diciembre de 1993) es una futbolista nigeriana que juega como delantera en el En Avant Guingamp de la liga francesa. 

## Trayectoria
Oparanozie jugó en Nigeria en el Delta Queens. Entre 2010 y 2013 compaginó la selección sub-20 y la absoluta. Jugó su primer Mundial absoluto en Alemania'2011.
Tras el Mundial sub-20 de 2012 (en el que marcó en cuartos de final contra México el gol que metió a Nigeria en semifinales) fichó por su primer equipo extranjero, el Rossiyanka ruso. Al año siguiente fichó por el Wolfsburgo, vigente campeón de Europa, pero apenas jugó y en el mercado de invierno se marchó al Atasehir Belediyespor turco. Para la 2014-15 fichó por el En Avant Guingamp francés.